# Umbria TV
Umbria TV è una rete televisiva italiana regionale con sede a Perugia, in Umbria.

## Storia
La televisione nasce nel 1979 con l'intento di raccontare l'informazione quotidiana della propria regione. Per la parte iniziale della sua storia gravita nell'orbita del Partito Comunista Italiano, facendo parte del network Nuova Emittenza Televisiva (NET); in questo periodo, l'emittente Telegalileo è de facto redazione ternana della perugina Umbria TV col nome Umbria TV Galileo. Allo scioglimento del circuito NET, Umbria TV passa sotto la gestione di una cooperativa.
Negli anni 90, oltre a soffrire a livello di ascolti e raccolta pubblicitaria la concorrenza di emittenti come RTE 24H, Teleumbria, TeF e Reteumbria, Umbria TV rischia più volte l'oscuramento per problemi di concessione, che si concretizza nella primavera del 1994: a seguito di questo episodio, le trasmissioni regolari sono interrotte con dirette non-stop fino all'accoglimento del ricorso e al successivo rilascio di una concessione semiregionale. Altri due tentativi di oscuramento si hanno nel 1992 e soprattutto nel 1998 – pochi mesi dopo le riprese del crollo della volta della basilica superiore di Assisi durante il terremoto di Umbria e Marche, rimasto il più importante scoop nella storia dell'emittente –, ma in entrambi i casi la mobilitazione politica regionale evita l'interruzione delle trasmissioni. Nella seconda metà del decennio Umbria TV si affilia a Odeon TV, ancorché il network sia già presente sul territorio umbro con la pluriregionale RTV 38, e all'emittente satellitare all-news Team TV, in risposta all'affiliazione della rivale RTE 24H ai network Cinquestelle e Italia News Network.
Nei primi anni 2000 Umbria TV entra a far parte del Gruppo Colaiacovo. Per alcuni anni trasmette anche via satellite con il nome di Umbria Channel, ma queste trasmissioni cessano nel settembre 2010 a causa degli elevati costi di gestione e dell'impossibilità d'irradiare lo stesso palinsesto terrestre; in compenso, i programmi sono da allora visibili in diretta e integralmente tramite il sito web. In vista del passaggio al digitale terrestre vengono creati alcuni canali d'appoggio: Umbria TV Tuttosport (18 dicembre 2011), Umbria TV Gold (3 gennaio 2012), Umbria TV Tuttoshop (23 febbraio 2012, rimosso dopo alcuni mesi) e Umbria TV Plus, ovvero la programmazione di Umbria TV in differita di un'ora (1º marzo 2012); in più il canale ritrasmette alcuni contenuti delle reti nazionali tematiche 7 Gold, SuperTennis e, in passato, Play.me e Nuvolari.
L'attuale direttore responsabile è Giacomo Marinelli Andreoli, mentre direttore generale è Emanuele Mapelli.

## Programmazione
L'emittente, oltre ai telegiornali regionali, offre trasmissioni informative, sportive e di intrattenimento. Tra queste Fuori Campo dedicata alla squadra di calcio del Perugia, L'Anticipo e Contropiede dedicate allo sport, e i talk show In Umbria, CNA Informa e Spazio Agricoltura. 
Dal 2022, vengono introdotte l'edizione notturna del telegiornale, con rassegna stampa, e l'edizione delle 13:00, preceduta dallo spazio informativo L'Aperitivo.

## Composizione mux
| LCN   | Canale                      | Note          |
| ----- | --------------------------- | ------------- |
| 10 78 | UMBRIA TV HD UMBRIA TV PLUS | FTA (HDTV)    |
| 11    | RETESOLE HD                 | FTA (HDTV)    |
| 13    | TRG HD                      | FTA (HDTV)    |
| 14 71 | CANALE ITALIA extra         | FTA           |
| 16    | CANALE ITALIA Umbria        | FTA           |
| 19    | e’TV UMBRIA                 | FTA (HDTV)    |
| 72    | ITALIA7 Umbria              | FTA           |
| 83    | TELEROMA56                  | FTA           |
| 84    | AM TERNI TELEVISION         | FTA           |
| 99    | UMBRIA TV TUTTOSPORT        | FTA (HDTV)    |
| 351   | 70-80.tv                    | FTA (HEVC SD) |

## Loghi

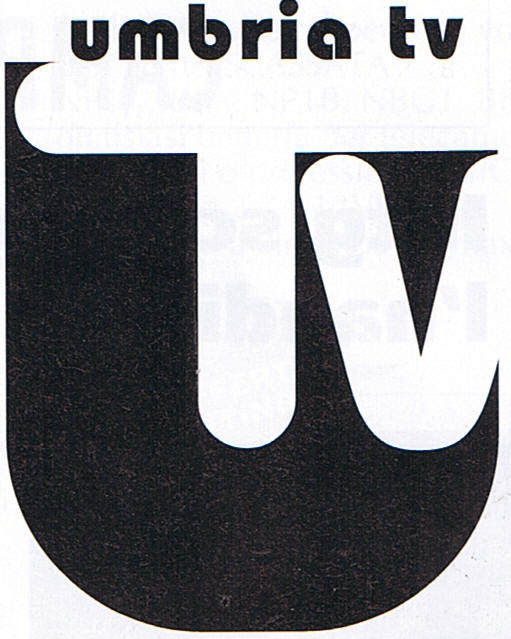
Logo storico, usato negli anni 80 e 90 circa
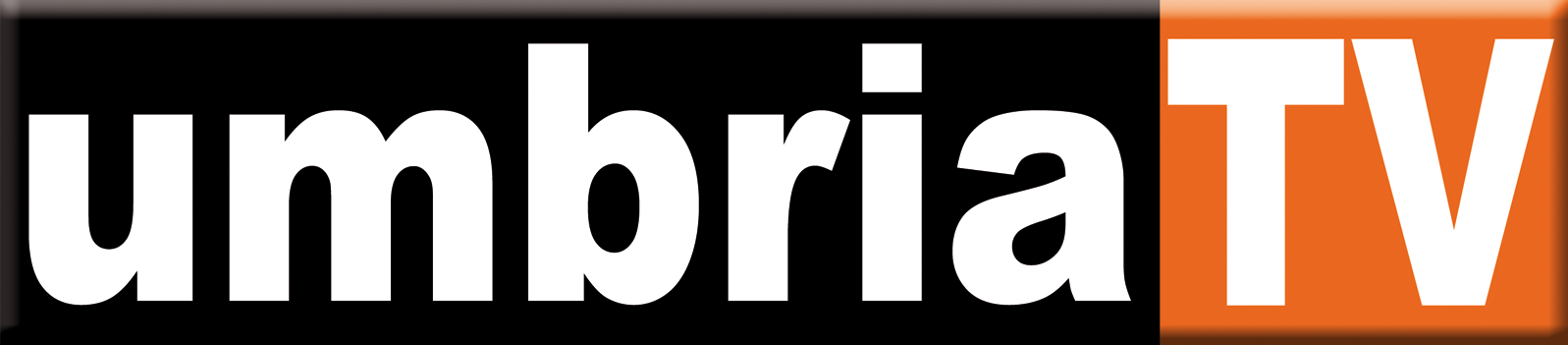
Logotipo usato negli anni 2000 e 2010 circa
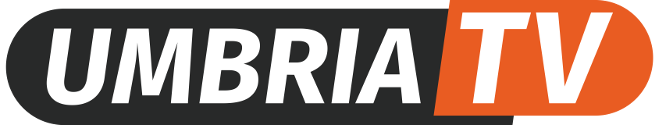
Logotipo in uso dal 2020